# Yasmin (film)
Yasmin è un film del 2004 diretto da Kenneth Glenaan.